# Židovský hřbitov v Mladé Boleslavi
Židovský hřbitov leží v jižní části města Mladá Boleslav a je chráněnou kulturní památkou.

## Historie a popis
Založen byl naproti hradu za řekou Klenicí se vstupem z dnešní Pražské ulice před rokem 1584, ze 16. století pocházejí i nejstarší dochované náhrobky. Přes 2000 dochovaných renesančních, barokních a klasicistních stél z něj činí jednu z nejvýznamnějších židovských památek zemi. Mezi vyhledávané patří hrob Jakoba Baševiho z roku 1634, který byl v roce 1622 jako první Žid v tehdejší habsburské monarchii císařem Ferdinandem II. povýšen do šlechtického stavu a který se finančně podílel na aktivitách Albrechta z Valdštejna. Náhrobek je ozdoben erbem, který tento privilegovaný dvorní Žid získal spolu se šlechtickým přídomkem z Treuenburgu. Baševiho žena Hendl, která zemřela už v roce 1628, však byla pohřbena na Starém židovském hřbitově v Praze stejně jako Baševiho synové Abraham (1639) a Šemuel (1666).
Do areálu se vstupuje brankou z Pražské ulice vedle domu hrobníka (čp. 165), v němž býval židovský špitál, anebo vjezdem z ulice Ke hřbitovu. V jižní části hřbitova se nachází osmiboká obřadní síň z roku 1889, v níž je umístěna expozice Dějiny Židů na Mladoboleslavsku, přímo u jižní pohradní zdi se dochovala funkcionalistická márnice z roku 1937. Přes sto padesát dochovaných náhrobků tvoří vnitřní opěrné zdi, součástí hřbitova je také nádrž na vodu a pomník.
Hřbitov je v majetku Židovské obce v Praze v něm je včetně budov i náhrobků od roku 1995 postupně rekonstruován, probíhá zde celoroční údržba. Klíče lze zapůjčit v městském informačním středisku, v hradním muzeu či u správce hřbitova.
Ve městě stávala v Synagogní ulici také synagoga ze 17. století, která byla v roce 1962 zbořena. Byla součástí židovské čtvrti jižně od radnice, kterou tvořily ulice Starofarní, Synagogní, Bělská, Vodkova a část ulice Krajířovy.

## Galerie

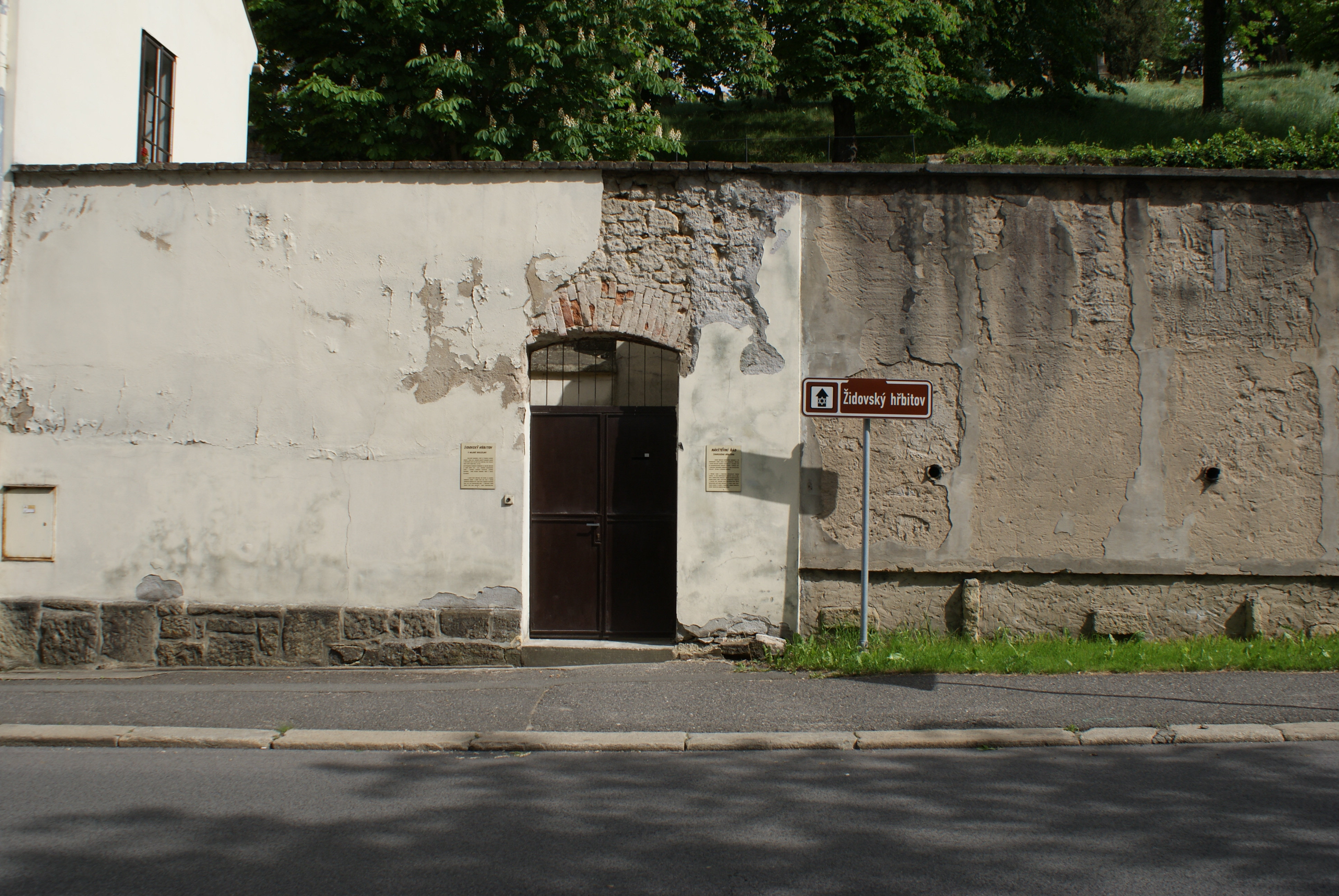
Vstup do areálu z Pražské ulice
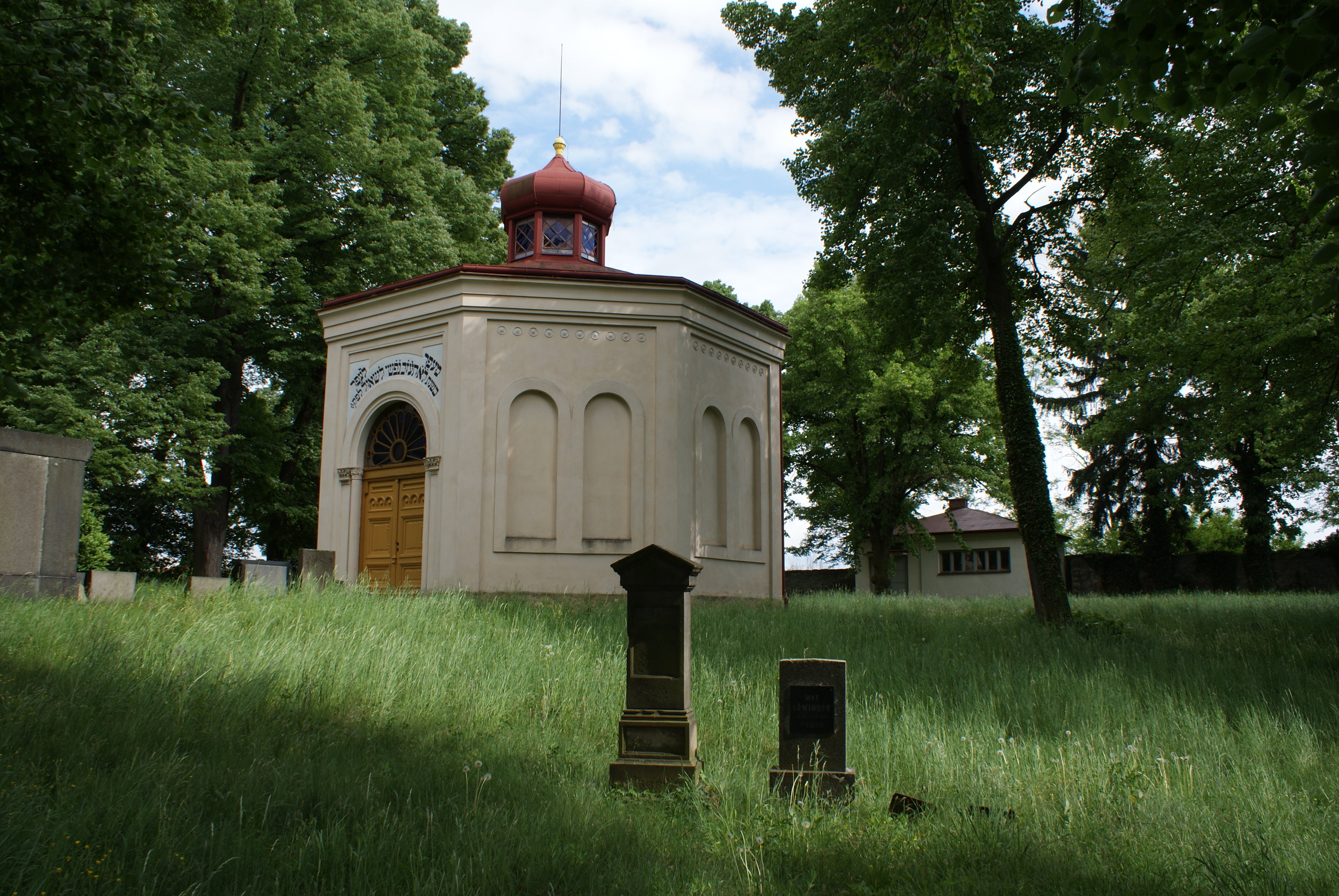
Obřadní síň
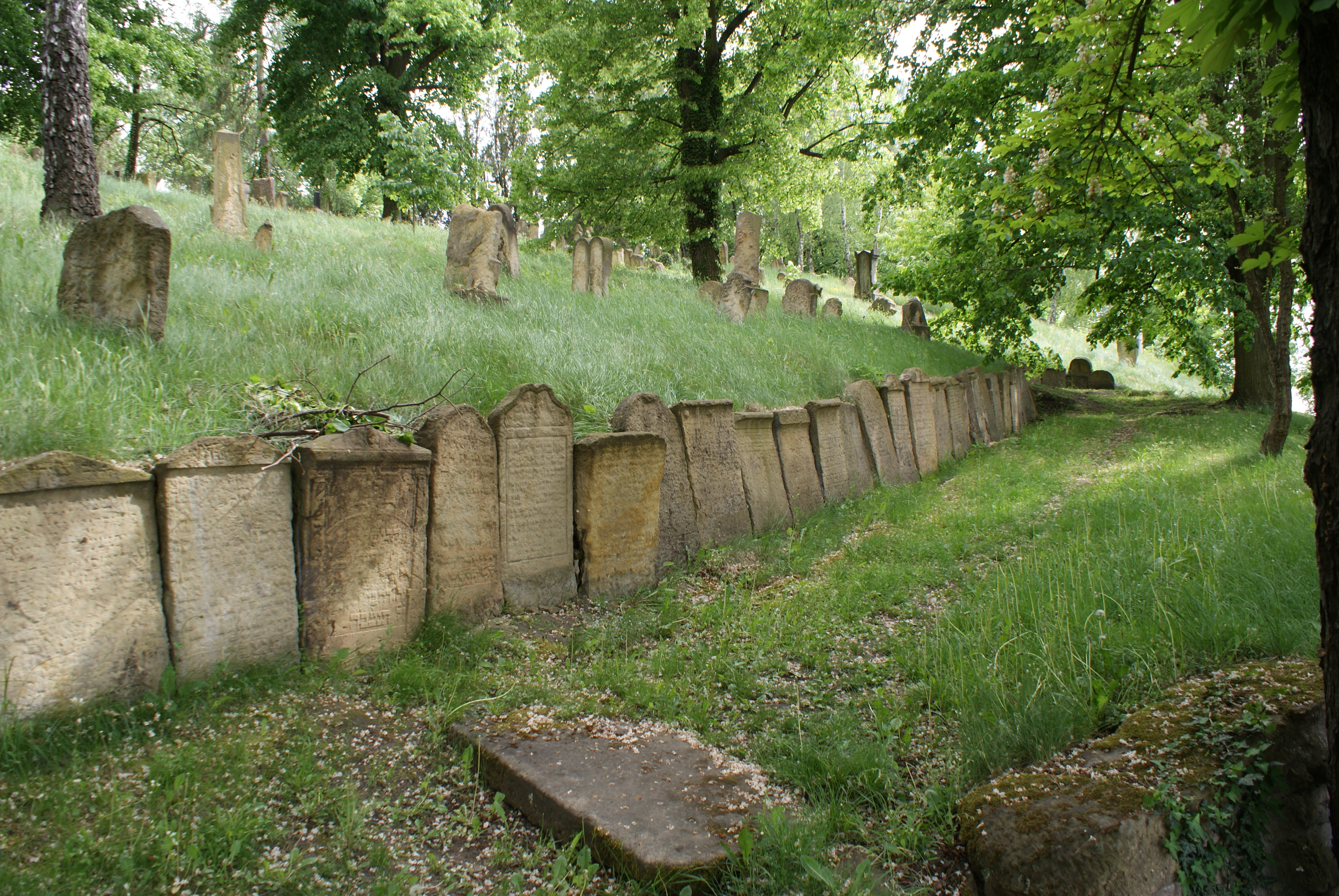
Vnitřní ohradní zeď
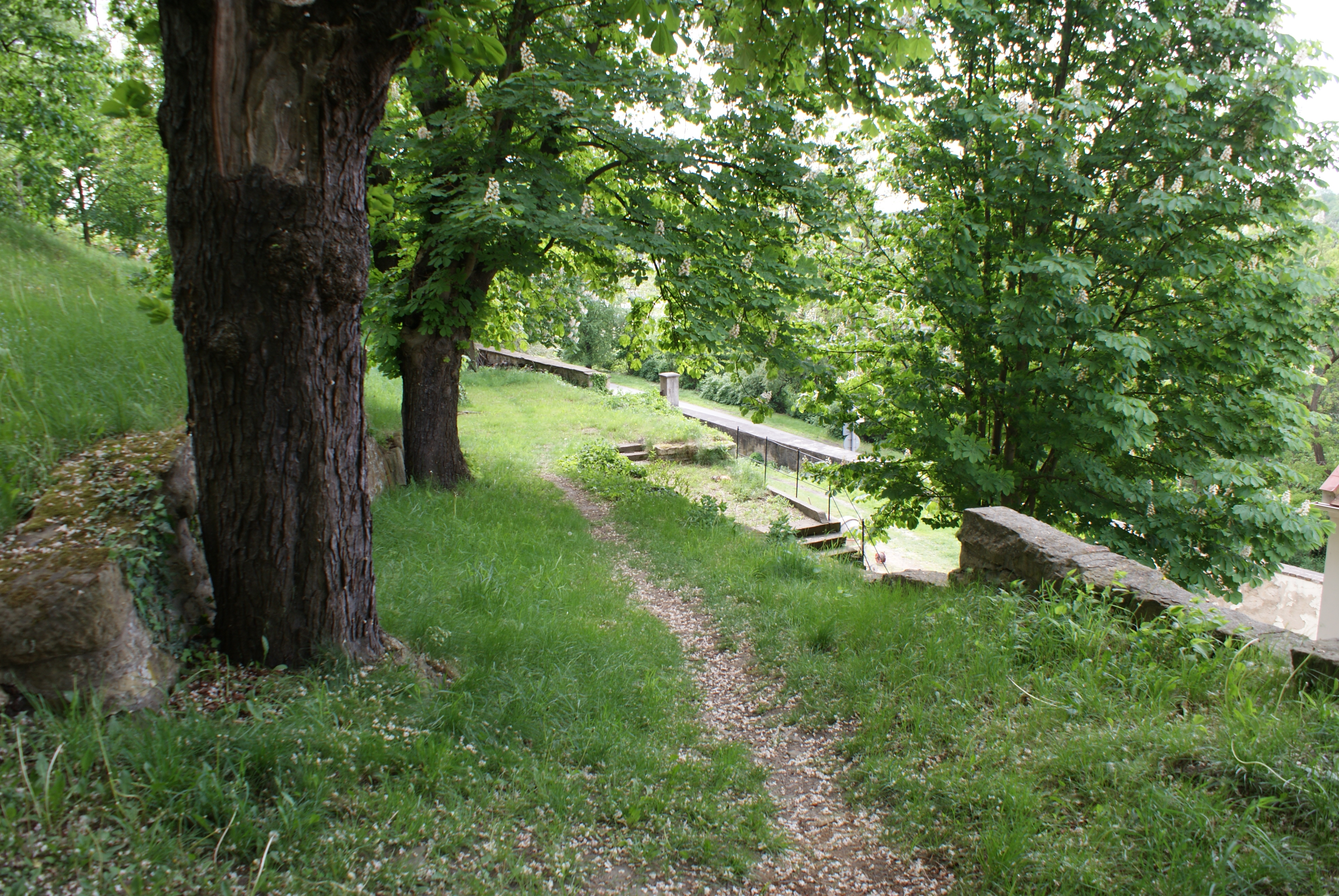
Stromořadí
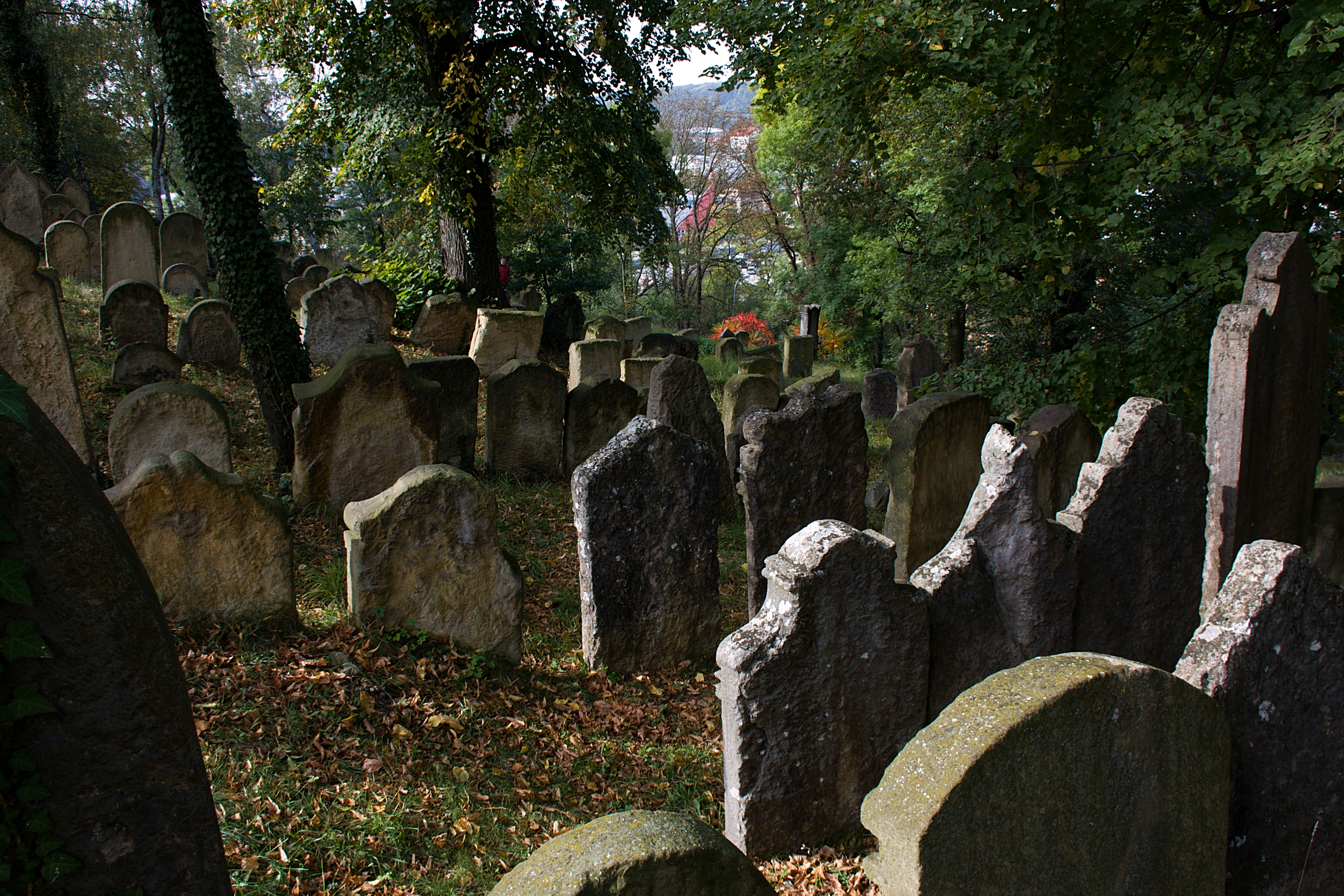
Starší náhrobky
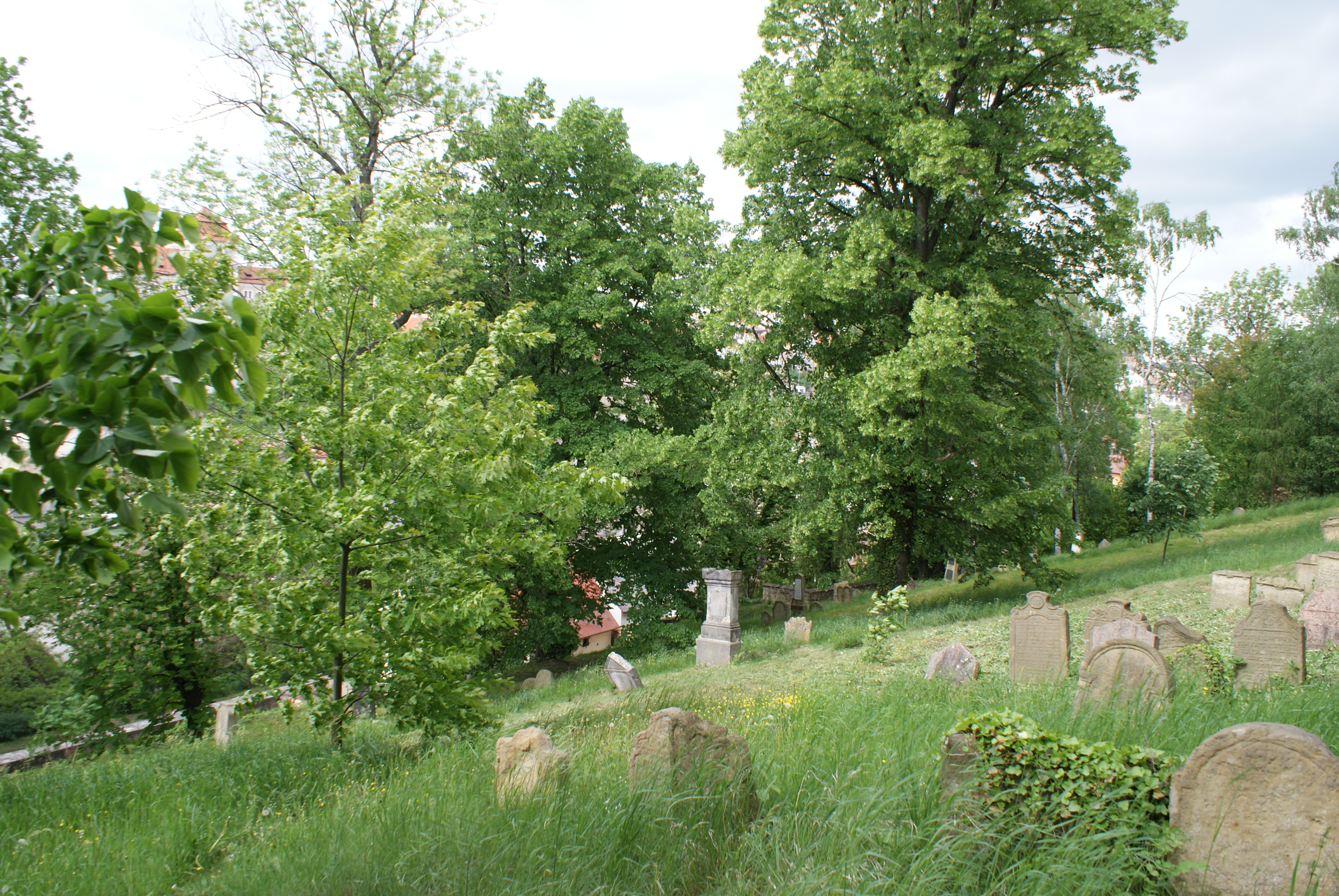
Svažitý terén areálu
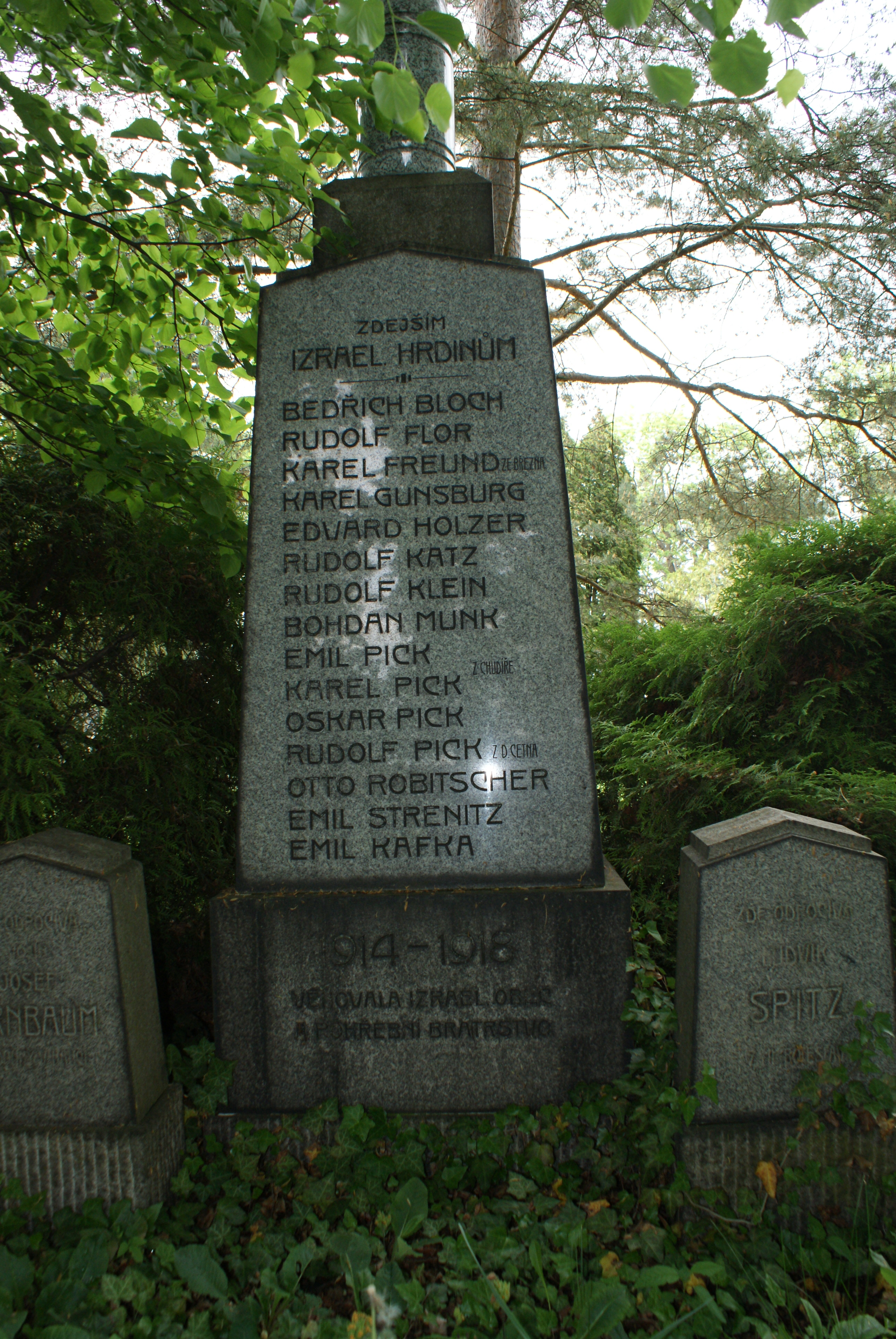
Pomník obětem I. světové války
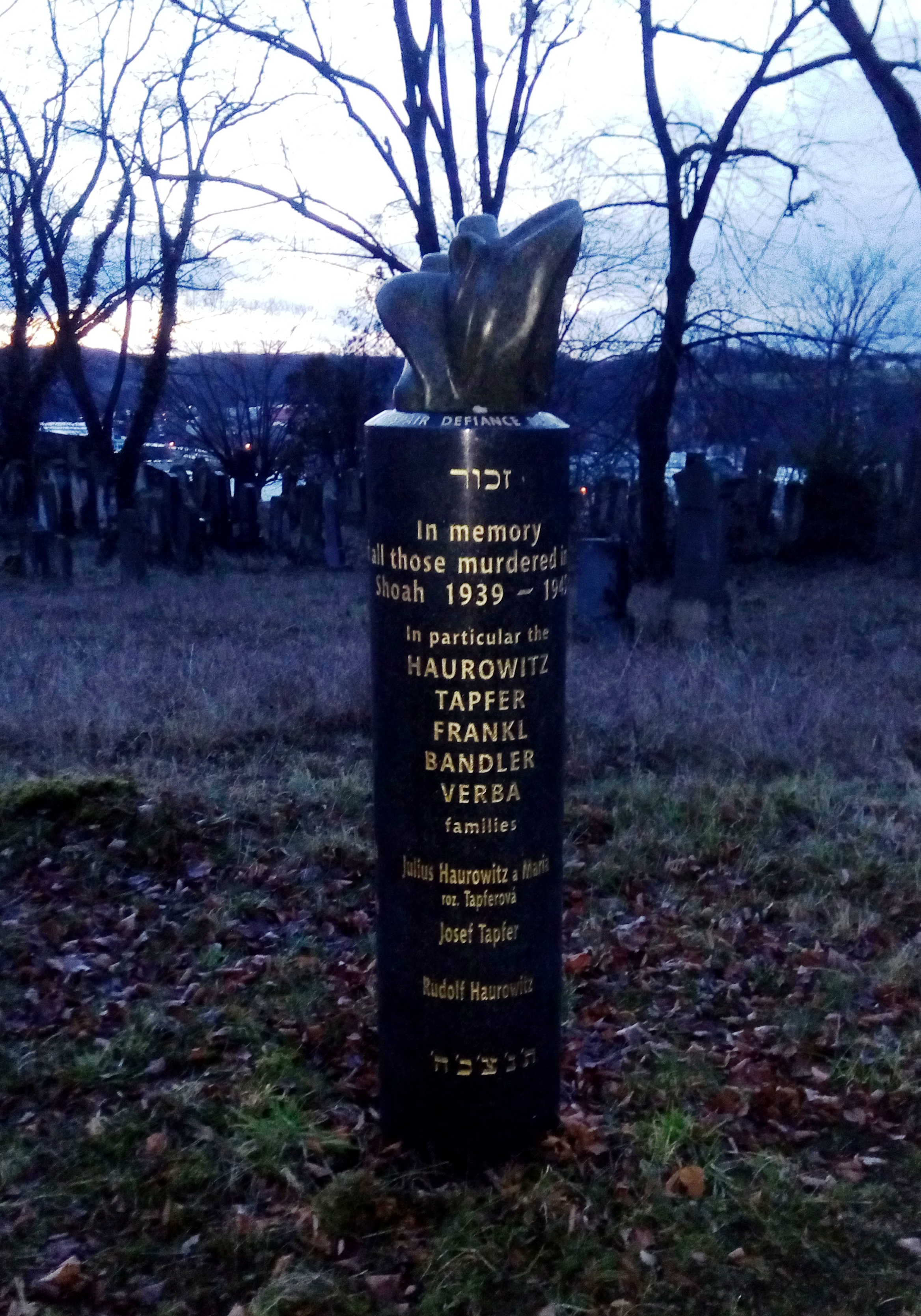
Pomník zavražděným v letech 1939–45
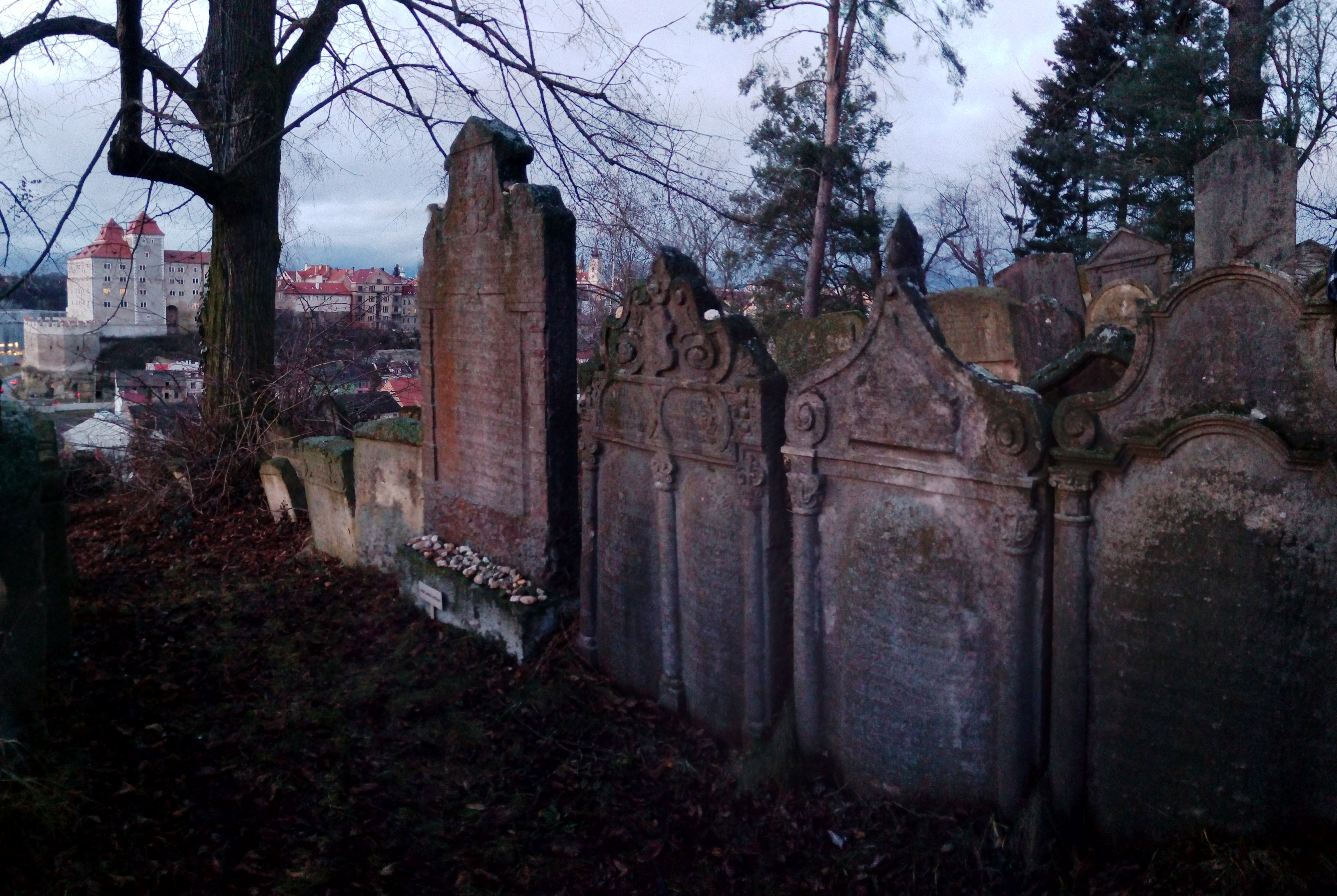
Náhrobky včetně Jakuba Baševiho (vlevo)